# Rapla Korvpalliklubi
Il Rapla K.K. è una società cestistica avente sede nella città di Rapla, in Estonia. Fondata nel 1996, gioca nel campionato estone.